# Esterházy Pál (nádor)
Galántai herceg Esterházy Pál (Kismarton, Habsburg Birodalom, 1635. szeptember 8. – Kismarton, 1713. március 26.), a magyar arisztokrata Esterházy családból származó magyar gróf és birodalmi herceg, előbb Moson vármegye ispánja, majd a Magyar Királyság nádora 1681-től 1713-as haláláig. Tevékenyen részt vett a török elleni harcokban, különösen az 1663–64-es török háborúban, majd a török kiűzésénél. Egyben költő és zeneszerző is volt.

## Élete

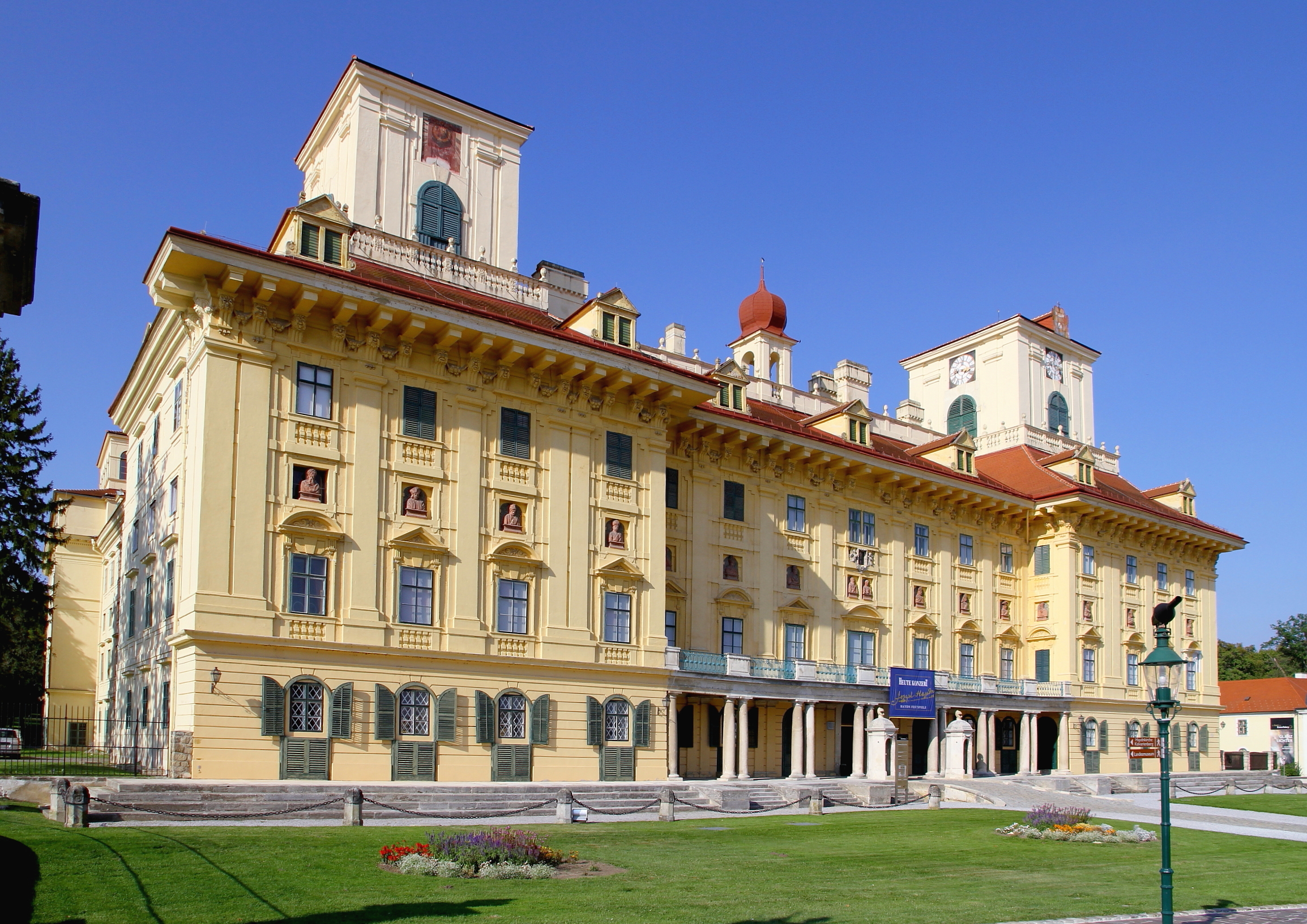
A kismartoni kastély

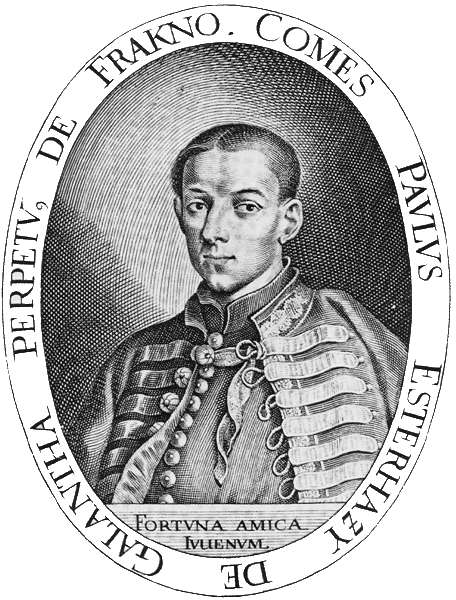
gróf Esterházy Pál
E. Widemann rézmetszete – 1652

### Családja
Kismartonban született. Édesapja gróf Esterházy Miklós, aki szintén viselte a nádori tisztséget. Apja az Erdélyi Fejedelemség önállóságának esküdt ellensége volt, mert az országban a török egyik bástyáját látta, amely Magyarország egyesítését akadályozza. Édesanyja Nyáry Krisztina volt.
Két bátyja, négy nővére és egy öccse volt. Az egyik bátyja Esterházy László, aki Sopron vármegye örökös főispáni tisztségét viselte, és három másik Esterházyval együtt a vezekényi csatában esett el. Júlia Anna nevű nővére volt a lefejezett Nádasdy Ferenc felesége, így vásárolta fel és jutott hozzá (minden protokoll elintézése után) 1676 januárjában a lékai, steinbergi, teuchti, felső- és alsószénégetői, hámortói, németgyiróti, felsőpulyai és további számos közelebbi és távolabbi, illetve – a ma is Magyarország területén található – ólmodi, horvátzsidányi és peresznyei birtokaihoz.

### Ifjúsága
A fiatal Pál Grazban és Nagyszombatban tanult, ottani jezsuita intézetekben. 1652-ben azonban, miutan a vezekényi csatában meghalt bátyja, László, őt jelölték ki a vármegye örökös főispánjának, ami miatt korán nagykorúsították. Három esztendő múlva megházasodott, feleségül vette István bátyja lányát, Esterházy Orsolyát, aki 18 gyermeket szült neki, és még ugyanebben az évben Pápa kapitányává, s királyi tanácsossá tették. Két év múlva, 1657-ben már udvari tanácsos volt.

1661-ben főudvarmester lett, amely tisztséget nádorrá választásáig (1681) viselt.

### A török elleni harcokban(1663–1664)
1663-ban kitört a törökkel egy újabb háború, amelyhez ő maga is csatlakozott. A horvát bán Zrínyi Miklós alatt a következő évben magyar csapatok élén vett részt az ún. téli hadjáratban, amelynek során egészen Pécsig törtek előre a Rajnai Szövetség erőivel. Onnan Zrínyivel egy 5000 fős lovasság élén továbbvonultak Eszéknek, ahol a törökök utánpótlását biztosító és az általuk uralt Horvát- és Magyarországot a Dráván át összekötő eszéki híd volt. Az építményt két nap alatt felgyújtották és a hadjárat teljes keresztény győzelemmel végződött.

Nem sokkal később a főparancsnoki posztról eltávolították Zrínyit, azzal az ürüggyel, hogy kudarcot vallott Kanizsánál. Ezután az osztrák főparancsnoknál, Raimondo Montecuccolinál szolgált Esterházy. A körmendi csatában (július 26-27.) a magyar csapatokat vezényelte és a szentgotthárdi csata (augusztus 1-5.) utóharcaiban vett részt.

### Nádorsága

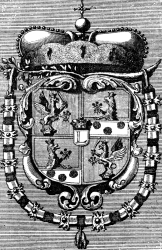
Esterházy Pál nádori címere

1668-ban kinevezték bányavidéki és dunáninneni főkapitánnyá, egy évvel később Csobánc kapitánya lett. Végig a Habsburg uralkodó hűségén maradt és nem csatlakozott a Wesselényi-féle összeesküvéshez, sőt a felvidéki protestáns urak várait 1670-ben erővel elfoglalta és segítette a további mozgolódások elfojtását.

Tettei mögött azonban tiszta nemzeti érzület húzódik, mert meg volt arról győződve, hogy országa érdekeit szolgálja azzal, ha megtartja a Habsburg Birodalom mellett, mert máskülönben az ország erőtlen lenne a törökkel szemben. Bécsben ugyanakkor mindig szem előtt tartotta az ország érdekeit.

A Thököly-felkelés során eredménytelen tárgyalásokat folytatott Thököly Imrével, 1680-ban. Egy évvel az előtt már megválasztották titkos tanácsossá és az 1681-es soproni országgyűlésen nádorrá, s ebből kifolyólag Pest-Pilis-Solt vármegye örökös főispánjává, valamint az Aranygyapjas rend tagjává lett.
1682-ben meghalt felesége, de hamarosan újra megnősült. Thököly Évát vette el feleségül, akitől hét gyermeke született. A házassághoz az udvar beleegyezése kellett, mivel a hölgy Thököly Imre testvére volt.
A politika mellett szakított időt olyan alkotóbb dolgokra, mint a költészet és a zene. A magyarországi barokk költészet egyik kiemelkedő alakja, s történeti szempontból latin nyelvű emlékiratai is jelentősek. Példaképének Zrínyit tartotta. Buzgó katolikus volt, s ennek jegyében szerzett kantátákat (1711-ben Harmonia caelestis címmel gyűjteményes formában meg is jelentek), amelyek a korai magyar zenetörténet értékes emlékei, emellett írt teológiai tárgyú írásokat és imádságokat is. Neves műpártoló és műgyűjtő is volt egyben.

### Utolsó évei
Az 1683-ban kirobbant török háborúk során családját osztrák területekre menekítette, ő maga Bécs védelmében harcolt. A birodalmi főváros felmentése után változatlan erővel vetette bele magát a török elleni harcokba, s igyekezett minél több magyar katonát hadba állítani. Neki köszönhetően a felszabadító háborúban közel 20 ezer fős magyar haderő is részt vett, ami jelentős mértékben hozzájárult a győzelemhez.
1684-ben jelen volt Buda első sikertelen ostrománál, s két évvel később visszafoglalásánál is. 1687-ben rávette a rendeket, hogy mondjanak le az Aranybulla ún. „ellenállási” záradékáról és a szabad királyválasztásról. Szolgálataiért még ugyanebben az évben a császár birodalmi hercegi rangra emelte.
Kitüntette magát a török elleni harcban Szalánkeménnél (1691) és Zentánál (1697) is.
1694-ben sókereskedelmi monopóliumot kapott bérbe az udvartól és birtokait 1695-ben elsők között alakította át hitbizománnyá.
A Rákóczi-szabadságharc idején kitartott a Habsburgok mellett. 1711-től Moson vármegye főispánja is volt.
Szülőhelyén, Kismartonban halt meg, pestisjárvány áldozata lett.

## Művei
- Az egész világon levő csudalatos Boldogsagos Szüz Kepeinek rövideden föl tett eredeti... Nagyszombat 1690; mely – a Mennyei Koronával együtt – a magyarországi Szűz Mária-jelenések és Mária-kegyhelyek kútforrása
  - Az egész világon lévő csudálatos Boldogságos Szűz képeinek rövideden föltett eredeti. Nagyszombat, 1690; tan. Knapp Éva, Tüskés Gábor, Galavics Géza; fakszimile szöveggond. Kőszeghy Péter; hasonmás kiad.; Balassi, Budapest, 1994 (Bibliotheca Hungarica antiqua)
- Az Boldogsagos Szüz Mária Szombattya, az-az mindenszombat napokra valo aetatossagok... Nagyszombat, 1691 és 1701[4]
  - Az Boldogságos Szűz Mária szombatja, azaz minden szombat napokra való áétatosságok; tan. Szörényi László, fakszimile szöveggond. Kőszeghy Péter; hasonmás kiad.; Balassi, Budapest, 1995
- Via Lactea ad Coelum ducens, variis praecantionibus, meditationibus... Viennae (Bécsben) 1691 majd Sopronban, 1762
- Mennyei Korona az az Az egész Világon lévő Csudálatos boldogságos Szűz képeinek röviden feltett eredeti képekkel. Első kiadás 1680 (Az 1690-es atlas marianus bővített, metszetek nélküli kiadása) Nagyszombat, 1696. Ebben a könyvben Esterházy 1300 történetet ír le 812 oldalon Szűz Mária-jelenésekről illetve -tiszteletről. Jordánszky Elek ennek a kútforrásnak nyomdokán írta azt a művét, ami a magyarországi Mária-kegyhelyekkel foglalkozik, sűrűn hivatkozva erre a könyvre.
- Litaniae ad Beatam Virginem Mariam... Viennae 1697
- Speculum Immaculatum, quo demonstratur... B. V. Mariam sine labe originale esse conceptam. Viennae 1698 (RMK III, 4080) Cassoviae, második kiadás Kassán, 1747
- Regina Sanctorum Omnium. Minden Szentek Királynéja Boldogságos Szüz Mária Tisztelete, Az az Az Esztendőnek minden napjaira ki-osztott Szentek élete... Nagyszombat, 1698
- Litaniae omnium sanctorum... Viennae, 1700
- Trophaeum nobilissimae ac aniquissimae domus Estorasianae in tres divisum partes... Viennae, 1700, mely 171 képet tartalmaz. Az Esterházy nemzetség leírása.
- Latiniae de Sanctis Conversis... Nagyszombat, 1703 (RMK II, 2175)
- Des Heil. Röm. Reichs Fürsten, Palatini in Hungarn, an alle Gespanschaften daselbst abgelassenen Ermahnungs-Schreiben. Wien, 1704
- Harmoniae Caelestis seu moelodiae musicae... s.l., 1711
- Madách Gáspár, egy névtelen, Beniczky Péter, gróf Balassa Bálint, Listius László, Esterházy Pál és Fráter István versei; sajtó alá rend. Varga Imre, Cs. Havas Ágnes, Stoll Béla; Akadémiai, Budapest, 1987 (Régi magyar költők tára, XVII. század)
- Mars Hungaricus; sajtó alá rend., ford., tan. Iványi Emma, jegyz. Héjjas Eszter, bev., szerk. Hausner Gábor; Zrínyi és az 1663–64-es Nagy török háború tan. Perjés Géza; Kik Marsnak merészségét követik tan. Kovács Sándor Iván; Zrínyi mint Magyar Mars tan. Bene Sándor; Ezen idők módja szerint való Mars szövegford. franciából Tóth Réka; Zrínyi, Budapest, 1989 (Zrínyi-könyvtár)
- Harmonia caelestis; szerk., bev. Sas Ágnes, ford. Mészáros Erzsébet; 2. jav. kiad.; MTA ZTI, Budapest, 1993 (Musicalia Danubiana)
- Az Boldogságos Szűz Mária szombatja, azaz minden szombat napokra való áétatosságok. Bibliotheca Hungarica antiqua (31). Akadémiai Kiadó, Budapest, 1995
- Esterházy Pál és Esterházy Orsolya levelezése; sajtó alá rend. Viskolcz Noémi, Zvara Edina, közrem. Király Péter, Kiss Erika; MTA KIK–Kossuth, Budapest, 2019 (Esterhazyana)

## Származása
| galántai herceg Esterházy Pál (Kismarton, 1635. szeptember 8.– Kismarton, 1713. március 26.) nádor | Apja: galántai gróf Esterházy Miklós (Galánta, 1583. április 8.– Nagyhöflány, 1645. szeptember 11.) nádor | Apai nagyapja: galántai gróf Esterházy Ferenc (Pozsony, 1533 – Galánta, 1604) pozsonyi alispán | Apai nagyapai dédapja: galántai gróf Esterházy Benedek (1500 – 1553 körül)                                          |
| galántai herceg Esterházy Pál (Kismarton, 1635. szeptember 8.– Kismarton, 1713. március 26.) nádor | Apja: galántai gróf Esterházy Miklós (Galánta, 1583. április 8.– Nagyhöflány, 1645. szeptember 11.) nádor | Apai nagyapja: galántai gróf Esterházy Ferenc (Pozsony, 1533 – Galánta, 1604) pozsonyi alispán | Apai nagyapai dédanyja: galántai báró Bessenyey Ilona (1500 körül – 1579 körül)                                     |
| galántai herceg Esterházy Pál (Kismarton, 1635. szeptember 8.– Kismarton, 1713. március 26.) nádor | Apja: galántai gróf Esterházy Miklós (Galánta, 1583. április 8.– Nagyhöflány, 1645. szeptember 11.) nádor | Apai nagyanyja: illésházai báró Illésházy Zsófia (Pozsony, 1547 – Galánta, 1599. március 12.)  | Apai nagyanyai dédapja: illésházai báró Illésházy Tamás (1520 – 1559) pozsonyi alispán                              |
| galántai herceg Esterházy Pál (Kismarton, 1635. szeptember 8.– Kismarton, 1713. március 26.) nádor | Apja: galántai gróf Esterházy Miklós (Galánta, 1583. április 8.– Nagyhöflány, 1645. szeptember 11.) nádor | Apai nagyanyja: illésházai báró Illésházy Zsófia (Pozsony, 1547 – Galánta, 1599. március 12.)  | Apai nagyanyai dédanyja: kismagyari Földes Zsófia (Pozsony, 1528 – 1547)                                            |
| galántai herceg Esterházy Pál (Kismarton, 1635. szeptember 8.– Kismarton, 1713. március 26.) nádor | Anyja: bedegi báró Nyáry Krisztina (Kisvárda, 1604. október 31. – Sempte, 1641. február 17.)              | Anyai nagyapja: bedegi báró Nyáry Pál (1550 körül – 1607. december) várkapitány, hadvezér      | Anyai nagyapai dédapja: bedegi báró Nyáry Lőrinc (1515 körül – Szucsány, 1559 körül) várkapitány, főispán, koronaőr |
| galántai herceg Esterházy Pál (Kismarton, 1635. szeptember 8.– Kismarton, 1713. március 26.) nádor | Anyja: bedegi báró Nyáry Krisztina (Kisvárda, 1604. október 31. – Sempte, 1641. február 17.)              | Anyai nagyapja: bedegi báró Nyáry Pál (1550 körül – 1607. december) várkapitány, hadvezér      | Anyai nagyapai dédanyja: turócszentmihályi Thuróczy Márta (1513 – 1562 körül)                                       |
| galántai herceg Esterházy Pál (Kismarton, 1635. szeptember 8.– Kismarton, 1713. március 26.) nádor | Anyja: bedegi báró Nyáry Krisztina (Kisvárda, 1604. október 31. – Sempte, 1641. február 17.)              | Anyai nagyanyja: kisvárdai báró Várday Katalin (1577 körül – Kisvárda, 1630. június 7.)        | Anyai nagyanyai dédapja: kisvárdai báró Várday Miklós (1509 körül – 1575. augusztus)                                |
| galántai herceg Esterházy Pál (Kismarton, 1635. szeptember 8.– Kismarton, 1713. március 26.) nádor | Anyja: bedegi báró Nyáry Krisztina (Kisvárda, 1604. október 31. – Sempte, 1641. február 17.)              | Anyai nagyanyja: kisvárdai báró Várday Katalin (1577 körül – Kisvárda, 1630. június 7.)        | Anyai nagyanyai dédanyja: Losonczi Dorottya (1509 körül – ?)                                                        |